# 91. ceremonia wręczenia Oscarów
91. ceremonia wręczenia Oscarów (nagród Amerykańskiej Akademii Sztuki i Wiedzy Filmowej) za rok 2018 odbyła się 24 lutego 2019 roku w Dolby Theatre w Hollywood.
8 sierpnia 2018 Amerykańska Akademia Sztuki i Wiedzy Filmowej (AMPAS) podała planowaną datę ceremonii. Jednocześnie zapowiedziano wprowadzenie dodatkowej nagrody za  „wyjątkowe osiągnięcia w kinie popularnym” – oraz skrócenie transmisji telewizyjnej do trzech godzin. Zapowiedziana kategoria spotkała się z krytyką części środowiska filmowego. O zmianach krytycznie wypowiadali się między innymi aktor Rob Lowe i scenarzysta Andy Richter. Akademia zawiesiła plany wprowadzenia tej nagrody na czas nieokreślony.
Akademia wycofała się również z pomysłu wręczenia czterech nagród w czterech kategoriach (zdjęcia, montaż, charakteryzacja i krótkometrażowy film aktorski) w czasie przerwy reklamowej.
Nominacje do nagród zostały ogłoszone 22 stycznia 2019 roku o 5:20 czasu lokalnego przez Kumaila Nanjianiego i Tracee Ellis Ross.
Najwięcej nominacji (dziesięć) otrzymały filmy Faworyta i Roma.
Po raz pierwszy od 30 lat gala Oscarów nie miała gospodarza.

## Nominowani

### Najlepszy film
- Jim Burke, Charles B. Wessler, Brian Currie, Peter Farrelly i Nick Vallelonga – Green Book
  - Graham King – Bohemian Rhapsody
  - Kevin Feige – Czarna Pantera
  - Sean McKittrick, Jason Blum, Raymond Mansfield, Jordan Peele i Spike Lee – Czarne bractwo. BlacKkKlansman
  - Ceci Dempsey, Ed Guiney, Lee Magiday i Jorgos Lantimos – Faworyta
  - Bill Gerber, Bradley Cooper i Lynette Howell Taylor – Narodziny gwiazdy
  - Gabriela Rodriguez i Alfonso Cuarón – Roma
  - Dede Gardner, Jeremy Kleiner, Adam McKay i Kevin J. Messick – Vice

### Najlepszy film nieanglojęzyczny
- Meksyk • Alfonso Cuarón − Roma
  -  Polska • Paweł Pawlikowski − Zimna wojna
  -  Liban • Nadine Labaki − Kafarnaum
  -  Japonia • Hirokazu Koreeda − Złodziejaszki
  -  Niemcy • Florian Henckel von Donnersmarck − Obrazy bez autora

### Najlepszy reżyser
- Alfonso Cuarón – Roma
  - Spike Lee – Czarne bractwo. BlacKkKlansman
  - Paweł Pawlikowski – Zimna wojna
  - Jorgos Lantimos – Faworyta
  - Adam McKay – Vice

### Najlepszy scenariusz oryginalny
- Nick Vallelonga, Brian Currie i Peter Farrelly – Green Book
  - Deborah Davis i Tony McNamara – Faworyta
  - Paul Schrader – Pierwszy reformowany
  - Alfonso Cuarón – Roma
  - Adam McKay – Vice

### Najlepszy scenariusz adaptowany
- Charlie Wachtel, David Rabinowitz, Kevin Willmott i Spike Lee – Czarne bractwo. BlacKkKlansman
  - Joel Coen i Ethan Coen – Ballada o Busterze Scruggsie
  - Nicole Holofcener i Jeff Whitty – Czy mi kiedyś wybaczysz?
  - Barry Jenkins – Gdyby ulica Beale umiała mówić
  - Eric Roth, Bradley Cooper i Will Fetters – Narodziny gwiazdy

### Najlepszy aktor pierwszoplanowy
- Rami Malek – Bohemian Rhapsody jako Freddie Mercury
  - Christian Bale – Vice jako Dick Cheney
  - Bradley Cooper – Narodziny gwiazdy jako Jackson „Jack” Maine
  - Willem Dafoe – Van Gogh. U bram wieczności jako Vincent van Gogh
  - Viggo Mortensen – Green Book jako Frank „Tony Lip” Vallelonga

### Najlepsza aktorka pierwszoplanowa
- Olivia Colman – Faworyta jako Anna, królowa Wielkiej Brytanii
  - Yalitza Aparicio – Roma jako Cleodegaria „Cleo” Gutiérrez
  - Glenn Close – Żona jako Joan Castleman
  - Lady Gaga – Narodziny gwiazdy jako Ally Maine
  - Melissa McCarthy – Czy mi kiedyś wybaczysz? jako Lee Israel

### Najlepszy aktor drugoplanowy
- Mahershala Ali – Green Book jako Don Shirley
  - Adam Driver – Czarne bractwo. BlacKkKlansman jako Philip „Flip” Zimmerman
  - Sam Elliott – Narodziny gwiazdy jako Bobby Maine
  - Richard E. Grant – Czy mi kiedyś wybaczysz? jako Jack Hock
  - Sam Rockwell – Vice jako George W. Bush

### Najlepsza aktorka drugoplanowa
- Regina King – Gdyby ulica Beale umiała mówić jako Sharon Rivers
  - Amy Adams – Vice jako Lynne Cheney
  - Marina de Tavira – Roma jako Sofia
  - Emma Stone – Faworyta jako Abigail Masham
  - Rachel Weisz – Faworyta jako Sarah Churchill

### Najlepsza muzyka
- Ludwig Göransson – Czarna Pantera
  - Terence Blanchard – Czarne bractwo. BlacKkKlansman
  - Nicholas Britell – Gdyby ulica Beale umiała mówić
  - Alexandre Desplat – Wyspa psów
  - Marc Shaiman – Mary Poppins powraca

### Najlepsza piosenka
- „Shallow” z filmu Narodziny gwiazdy – muzyka i słowa: Lady Gaga, Mark Ronson, Anthony Rossomando i Andrew Wyatt
  - „All the Stars” z filmu Czarna Pantera – muzyka: Mark Spears, Kendrick Lamar Duckworth i Anthony Tiffith; słowa: Kendrick Lamar Duckworth, Anthony Tiffith i Solana Rowe
  - „I'll Fight” z filmu RBG – muzyka i słowa: Diane Warren
  - „The Place Where Lost Things Go” z filmu Mary Poppins powraca – muzyka i słowa: Marc Shaiman i Scott Wittman
  - „When A Cowboy Trades His Spurs For Wings” z filmu Ballada o Busterze Scruggsie – muzyka i słowa: David Rawlings i Gillian Welch

### Najlepsze zdjęcia
- Alfonso Cuarón – Roma
  - Łukasz Żal – Zimna wojna
  - Robbie Ryan – Faworyta
  - Caleb Deschanel – Obrazy bez autora
  - Matthew Libatique – Narodziny gwiazdy

### Najlepsza scenografia
- Czarna Pantera – Hannah Beachler; Jay Hart
  - Faworyta – Fiona Crombie; Alice Felton
  - Pierwszy człowiek – Nathan Crowley; Kathy Lucas
  - Mary Poppins powraca – John Myhre; Gordon Sim
  - Roma – Eugenio Caballero; Bárbara Enrı́quez

### Najlepsze kostiumy
- Ruth E. Carter – Czarna Pantera
  - Mary Zophres – Ballada o Busterze Scruggsie
  - Sandy Powell – Faworyta
  - Sandy Powell – Mary Poppins powraca
  - Alexandra Byrne – Maria, królowa Szkotów

### Najlepsza charakteryzacja
- Vice – Greg Cannom, Kate Biscoe i Patricia Dehaney
  - Granica – Göran Lundström i Pamela Goldammer
  - Maria, królowa Szkotów – Jenny Shircore, Marc Pilcher i Jessica Brooks

### Najlepszy montaż
- John Ottman – Bohemian Rhapsody
  - Barry Alexander Brown – Czarne bractwo. BlacKkKlansman
  - Jorgos Mawropsaridis – Faworyta
  - Patrick J. Don Vito – Green Book
  - Hank Corwin – Vice

### Najlepszy montaż dźwięku
- Bohemian Rhapsody – John Warhurst i Nina Hartstone
  - Czarna Pantera – Benjamin A. Burtt i Steve Boeddeker
  - Pierwszy człowiek – Ai-Ling Lee i Mildred Iatrou Morgan
  - Ciche miejsce – Ethan Van der Ryn i Erik Aadahl
  - Roma – Sergio Díaz i Skip Lievsay

### Najlepszy dźwięk
- Bohemian Rhapsody – Paul Massey, Tim Cavagin i John Casali
  - Czarna Pantera – Steve Boeddeker, Brandon Proctor i Peter Devlin
  - Pierwszy człowiek – Jon Taylor, Frank A. Montaño, Ai-Ling Lee i Mary H. Ellis
  - Roma – Skip Lievsay, Craig Henighan i José Antonio García
  - Narodziny gwiazdy – Tom Ozanich, Dean Zupancic, Jason Ruder i Steve Morrow

### Najlepsze efekty specjalne
- Pierwszy człowiek – Paul Lambert, Ian Hunter, Tristan Myles i J.D. Schwalm
  - Avengers: Wojna bez granic – Dan DeLeeuw, Kelly Port, Russell Earl i Dan Sudick
  - Krzysiu, gdzie jesteś? – Chris Lawrence, Michael Eames, Theo Jones i Chris Corbould
  - Player One – Roger Guyett, Grady Cofer, Matthew E. Butler i David Shirk
  - Han Solo: Gwiezdne wojny – historie – Rob Bredow, Patrick Tubach, Neal Scanlan i Dominic Tuohy

### Najlepszy pełnometrażowy film animowany
- Bob Persichetti, Peter Ramsey, Rodney Rothman, Phil Lord oraz Christopher Miller – Spider-Man Uniwersum
  - Brad Bird, John Walker oraz Nicole Paradis Grindle – Iniemamocni 2
  - Mamoru Hosoda oraz Yūichirō Saitō – Mirai
  - Rich Moore, Phil Johnston oraz Clark Spencer – Ralph Demolka w internecie
  - Wes Anderson, Scott Rudin, Steven Rales oraz Jeremy Dawson – Wyspa psów

### Najlepszy krótkometrażowy film animowany
- Domee Shi i Becky Neiman-Cobb – Bao
  - Alison Snowden i David Fine – Animal Behaviour
  - Louise Bagnall i Nuria González Blanco – Late Afternoon
  - Andrew Chesworth i Bobby Pontillas – One Small Step
  - Trevor Jimenez – Weekends

### Najlepszy pełnometrażowy film dokumentalny
- Free Solo: ekstremalna wspinaczka – Elizabeth Chai Vasarhelyi, Jimmy Chin, Evan Hayes i Shannon Dill
  - Gdzieś w Alabamie, rano, wieczorem – RaMell Ross, Joslyn Barnes i Su Kim
  - Jutro albo pojutrze – Bing Liu  i Diane Quon
  - O ojcach i synach – Talal Derki, Ansgar Frerich, Eva Kemme i Tobias N. Siebert
  - RBG – Betsy West i Julie Cohen

### Najlepszy krótkometrażowy film dokumentalny
- Okresowa rewolucja – Rayka Zehtabchi i Melissa Berton
  - Black Sheep – Ed Perkins i Jonathan Chinn
  - End Game – Rob Epstein i Jeffrey Friedman
  - Lifeboat – Skye Fitzgerald i Bryn Mooser
  - A Night at the Garden – Marshall Curry

### Najlepszy krótkometrażowy film aktorski
- Guy Nattiv i Jaime Ray Newman – Skin
  - Vincent Lambe i Darren Mahon – Detainment
  - Jérémy Comte i Maria Gracia Turgeon – Fauve
  - Marianne Farley i Marie-Hélène Panisset – Marguerite
  - Rodrigo Sorogoyen i María del Puy Alvarado – Matka

## Podsumowanie liczby nominacji
- 10 – Faworyta i Roma
- 8 – Narodziny gwiazdy i Vice
- 7 – Czarna Pantera
- 6 – Czarne bractwo. BlacKkKlansman
- 5 – Bohemian Rhapsody i Green Book
- 4 – Pierwszy człowiek i Mary Poppins powraca
- 3 – Zimna wojna, Ballada o Busterze Scruggsie, Czy mi kiedyś wybaczysz? i Gdyby ulica Beale umiała mówić

## Podsumowanie liczby nagród
- 4 – Bohemian Rhapsody
- 3 – Czarna Pantera, Roma i Green Book

## Oscary Honorowe
We wrześniu 2018 roku Amerykańska Akademia Sztuki i Wiedzy Filmowej podała nazwiska honorowych laureatów Oscarów 2018. Nagrody zostały wręczone 18 listopada 2018 roku w Hollywood.

### Laureaci Nagród Honorowych Akademii
- Cicely Tyson – amerykańska aktorka
- Marvin Levy – amerykański publicysta
- Lalo Schifrin – argentyński kompozytor muzyki filmowej
- Kathleen Kennedy – amerykańska producentka filmowa
- Frank Marshall – amerykański producent filmowy